# Raghunatha dasa Goswamin
Raghunatha dasa Goswamin (ur. 1495) – święty i teolog gaudija wisznuizmu, jeden z Sześciu Goswaminów, uznawany za ideał prostoty i wyrzeczenia w służbie Kryszny.

## Życiorys
Urodził się w rodzinie bogatego właściciela ziemskiego, jednak od dzieciństwa gardził materialistycznymi przyjemnościami i był bardzo pobożny. Niepokoiło to jego rodziców, którzy zatrudnili nawet strażników, aby pilnowali, żeby Raghunatha nie uciekł z domu w poszukiwaniu bardziej wzniosłego celu w życiu. W końcu jednak Raghunatha uciekł do świątyni Dźagannatha w Puri, gdzie został uczniem Ćajtanji Mahaprabhu (uznawanego za inkarnację Kryszny).
Według opisu w Ćajtanja Ćaritamrita Raghunatha prowadził życie wyjątkowo pobożne i ascetyczne, poświęcając 22 godziny na dobę na śpiewanie Maha Mantry i przeznaczając na spanie i jedzenie tylko półtorej godziny na dobę (ten czas ulegał dalszemu skróceniu w dni świąteczne). Jadł bardzo mało i ubierał się w łachmany. Swoje postępowanie uzasadniał następująco:
„Jeśli czyjeś serce zostało oczyszczone przez doskonałą wiedzę i jeśli ktoś zrozumiał Krysznę, Najwyższego Brahmana, wówczas zdobywa wszystko. Dlaczego taka osoba miałaby zachowywać się jak rozpustnik, usiłując bardzo starannie utrzymywać to materialne ciało?”
Raghunatha służył Ćajtanji 16 lat w świątyni w Puri. Następnie wyjechał do Vrindavanu, gdzie wiele lat żył nad świętym jeziorem Radha-kunda. Znajduje się tam miejsce jego kultu, odwiedzane przez pielgrzymów.